# ناحیه البریج، شهرستان ادگار، ایلینوی
ناحیه البریج (به انگلیسی: Elbridge Township) یک منطقهٔ مسکونی در ایالات متحده آمریکا است که در شهرستان ادگار، ایلینوی واقع شده‌است. ناحیه البریج ۱۸۸ متر بالاتر از سطح دریا واقع شده‌است.